# میر مهنا

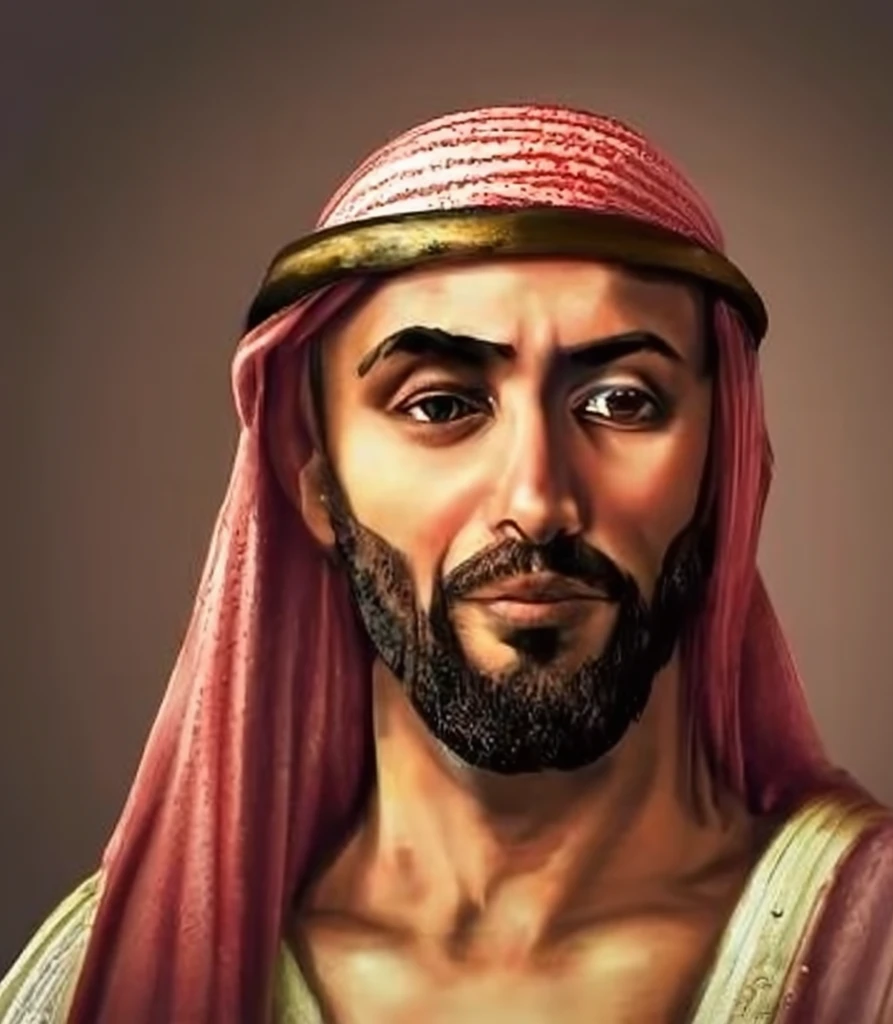
میر مهنا

میر مَهنا یا امیرمَهَنّاو (۱۱۴۸–۱۵ ذیقعده ۱۱۸۴ قمری/ ۱۱۱۴–۵ فروردین ۱۱۴۸ خورشیدی از ایرانی‌های اصیل در جنوب کشور در منطقه ریگ  بود. او از طایفه راشدی و حیدری (عشیره الاماره) در زمان زندیان  بود که با هلندی‌ها، پرتغالی‌ها، انگلیسی‌ها و  فرانسوی ها در خلیج فارس جنگید. مهم‌ترین کار او شکست پرتغالی‌ها، انگلیسی‌ها و هلندی‌ها و بیرون راندن آنان از جزیرهٔ خارگ و خارگو بود.
او فرماندهی لشکر را در جنگ ایران و هلند بر عهده داشت.

## پیشینه
پدر میر مهنا، میر ناصر نام داشت که در واپسین سال‌های فرمانروایی نادرشاه افشار، حاکم بندر ریگ و رود حلّه و جزیره خارگ بود. میر ناصر سنی مذهب بود که در آن زمان بسیاری از مناطق جنوب را به انگلیسی ها و هلندی ها به بهای اندک فروخت ، میرمهنا همچنین در اعتراض به این اعمال همراه برادرانش، پدر و عموی خود را که در این وطن فروشی نقش داشتند به قتل رساند. که با مخالفت میر لهراسب و میر طهماسب که پسر عمو های او بودند مواجه شد.
همچنین و دو برادر به نام های میر فضل و میرعبدالله داشت و دو خواهر و هرگونه ادعا برای وجد برادری به نام میرحسین باطل است.

## اقدامات
میر مهنا حاکم مستقل بندر ریگ شهرستان گناوه بود از بندر ریگ تا بندرمعشور(ماهشهر) را تحت حکمیت داشت و به راهزنی دریایی از بیگانگانی که قصد ورود به ایران را داشتند می‌پرداخت.
او با وجود هلندی‌ها، انگلیسی‌ها و پرتغالی‌ها و بیگانگانی که قصد تصرف و تکه‌تکه کردن ایران را داشتند به شدت مخالف بود و قصد یک پارچه کردن جنوب و تمامی ایران را داشت.
او بار دیگر در سال ۱۱۴۵ به خارگ حمله کرد و ۵۸ هلندی و ملوان بومی را اسیر کرد.

## نبرد با کریم خان زند
ریگ توسط هلندی ها و انگلیسی ها اشغال شد و بنا به اسناد خود هلندی ها ادعاهای کارستن نیبور باطل است. مستشرق آلمانی کارستن نیبور که در سال ۱۷۷۶م از ایران و منطقه خلیج فارس وجزیره العرب دیدن کرده بود جنگ‌های بین میر مَهَنّا امیری نصاری پسر شیخ ناصر امیری نصاری حاکم  بندر ریگ، گرمسیر، و کریم خان زند حکمران فارس و شیراز را اینگونه توصیف می‌کند:
"در سال ۱۷۶۵ میلادی، همان کریم‌خان زند، افسری جهت دریافت مالیات وحق حمایت نسبت به منطقه گرمسیر فرستاد، اما میر مَهِنّا به شدت با فرستاده کریم‌خان برخورد کرد و ریش و سیبیل او را تراشید. کریم‌خان سپس ارتشی قوی به جنگ او فرستاد، که بندر ریگ و باقی ممالک او را اشغال کرد، میر مَهِنّا به هر حال با آینده‌نگری قبل از اینکه خیلی دیر شود به همراه نیروهایش و قسمتی از رعیت خود، به جزیره‌ای صحرایی که خوری نام داشت عقب‌نشینی کرد، جزیره‌ای که در آن به انتظار نشست تا ارتش فارس از مملکتش عقب‌نشینی کنند. بعد از اینکه آنها رفتند او از جزیره خارج شد و نیروهای گارد را از بندر ریق بیرون راند و مملکت خود را دوباره تحت سلطه درآورد"

## مرگ
والی بغداد در سال ۱۱۸۲ قمری میر مهنا را به قتل رساند. صادق‌خان زند به اعتراض این عمل به بصره لشکر کشید و آن‌جا را تصرف کرد.

## بزرگداشت
در ایران یک بازی ویدئویی دربارهٔ زندگی وی ساخته شده است. امروزه جزیره‌ای غیرمسکونی در خلیج فارس جزیره میر مهنا و بندری در جزیره کیش به نام او نامیده شده است.
نادر ابراهیمی در رمان برجاده‌های آبی سرخ به زندگی و زمانه میرمهنا پرداخته است. وی همچین در قالب یک فیلمنامه ۱۶ قسمتی داستان زندگی میرمهنا را به نگارش درآورده که هنوز پس از گذشت سال‌ها، کارگردانی آن را به تصور نکشیده است.
بحرالشعرا (محمد کامیار) در منظومۀ کیش‌نامۀ خود در چند رباعی از وی یاد کرده است، از جمله:
باید سرِ آستین به بالا زد و رفت
بر موج و به طوفان و به دریا زد و رفت
ای تک‌تکِ ریگ‌های ساحل بدرود
باید که ز رود چون مهنّا زد و رفت